# Tommy Lee Jones

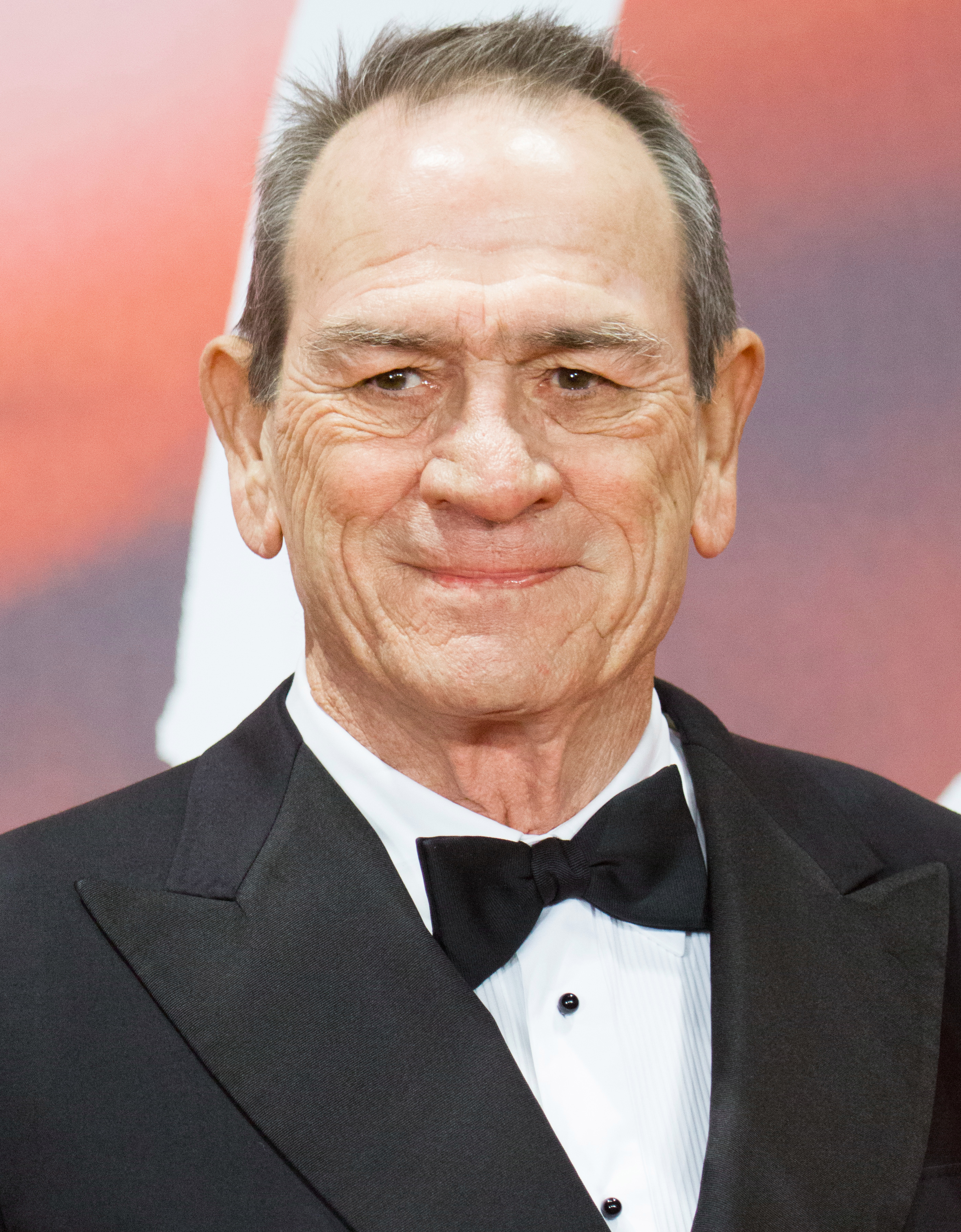
Tommy Lee Jones (2017)

Tommy Lee Jones (* 15. September 1946 in San Saba, Texas) ist ein US-amerikanischer Schauspieler sowie Golden-Globe- und Oscar-Preisträger.

## Leben
Jones kam 1946 als Sohn des Ölarbeiters Clyde Jones und der Polizistin Lucille Marie (geborene Scott) im texanischen San Saba zur Welt. Laut Jones hatte eine seiner Großmütter Cherokee-Vorfahren, wobei all seine Großeltern und Urgroßeltern im US-Zensus als „weiß“ gelistet sind. Als Jugendlicher jobbte er mit seinem Vater in den Ölfeldern. Sein Vater verließ die Familie, um in den Ölfeldern Libyens zu arbeiten. Jones schaffte es über Football-Stipendien in die Eliteschule St. Mark’s School of Texas in Dallas, eine Jungenschule, die auf das Hochschulstudium vorbereitet, und ging dann an die Harvard University, wo er Anglistik studierte und 1969 cum laude abschloss. In Harvard hat er zudem erfolgreich American Football gespielt (1966–1968) und hatte die Option, als Profi-Spieler zu den Dallas Cowboys zu gehen. Mit seinem damaligen Zimmergenossen, dem Demokraten Al Gore, ist Jones seit seiner Studienzeit befreundet und unterstützte im August 2000 dessen Präsidentschaftskampagne.
Jones’ erste Frau war Katherine (Kate) Lardner, Enkelin von Ring Lardner, mit der er sieben Jahre verheiratet war. 1981 heiratete er die Fotografin Kimberlea Gayle Cloughley, die Tochter von Phil Hardberger, von der er sich 1996 scheiden ließ. Mit ihr hat er zwei Kinder. Seit März 2001 ist er mit der Kameraassistentin Dawn Maria Laurel verheiratet, die er in 1995 auf dem Set vom Film "The Good Old Boys" (dt.: Einmal Cowboy, immer ein Cowboy) kennenlernte. Jones ist in verschiedenen karitativen Projekten aktiv und lebt fern von Hollywood in San Antonio, Texas. In der Umgebung bewirtschaftet er zwei Ranches, auf denen Rinder und Polo-Ponys gezüchtet werden.

## Schauspielkarriere

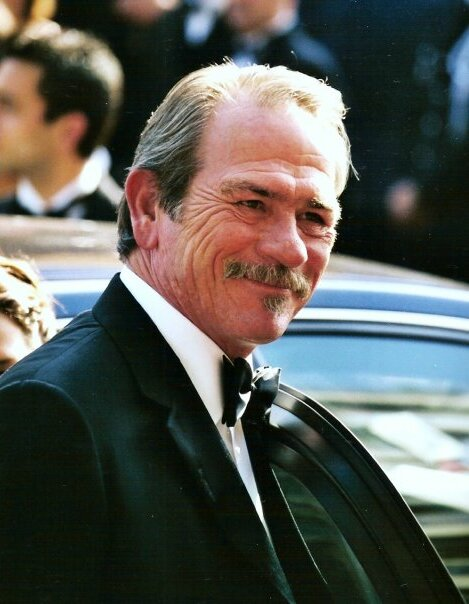
Tommy Lee Jones in Cannes 2005

Erste Erfahrungen mit der Schauspielerei machte Jones in der Schule. Während seines Studiums wirkte er unter anderem in Shakespeare-Aufführungen mit. Nach seinem Abschluss in Harvard ging er 1969 nach New York, wo er ein paar Jahre lang für Theater und Fernsehen spielte. Sein Debüt am Broadway gab er mit A Patriot For Me (1969) von John Osborne. Eine erste kleine Filmrolle hatte Jones in Love Story (1970), die sein Harvard-Mitbewohner Erich Segal verfasst hatte. Jones spielte den Mitbewohner des Hauptdarstellers Ryan O’Neal und kommentiert in zwei Szenen dessen Liebesleben. 1975 zog Jones nach Los Angeles und spielte eine Nebenrolle in der Pilotsendung der Serie Charlie’s Angels. Seine erste Hauptrolle war 1976 der flüchtende Gefängnisinsasse in Vergewaltigt hinter Gittern.
1983 bekam Jones einen Emmy für seine Darstellung eines Mörders in der Todeszelle The Executioner’s Song, womit sein Bekanntheitsgrad stieg und er sich als Hollywood-Schauspieler etablierte. Bekannt wurde Jones vor allem als Darsteller in Actionfilmen. Er ist einer der wenigen Schauspieler, die einen eigenständigen Fortsetzungsfilm erhielten, obwohl er im ersten Film lediglich eine Nebenrolle hatte: In Auf der Jagd nimmt er die Oscar-gekrönte Rolle des Deputy US Marshal Sam Gerard aus Auf der Flucht wieder auf. Seine Gage für Hollywood-Produktionen soll zu Spitzenzeiten bei 20 Millionen US-Dollar gelegen haben (Men in Black II).
Sein Regiedebüt gab Jones 1995 mit dem Fernsehfilm Einmal Cowboy, immer ein Cowboy (The Good Old Boys) nach einer Vorlage von Elmer Kelton, in dem er auch die Hauptrolle spielte. Die Produktion erhielt Nominierungen u. a. für den Cable Ace Award und den Preis der Actors Guild. 2005 führte er bei Three Burials – Die drei Begräbnisse des Melquiades Estrada (The Three Burials of Melquiades Estrada), einem zeitgenössischen Western, in dem er ebenfalls eine Hauptrolle spielte, zum zweiten Mal Regie. Diese Produktion war sein erster Kinofilm, bei dem er die Regie übernahm. Jones produzierte den Film zusammen mit Luc Besson, Michael Fitzgerald und Chris Menges und wurde für die Rolle des Pete Perkins bei den Filmfestspielen von Cannes mit dem Darstellerpreis ausgezeichnet. 2011 folgte mit The Sunset Limited – Eine Frage des Glaubens ein weiterer Fernsehfilm, den Jones inszenierte. Seine vierte Regiearbeit The Homesman kam 2014 in die Kinos.
Jones wird seit 1992 hauptsächlich von Ronald Nitschke synchronisiert.

## Filmografie
- 1970: Love Story
- 1971–1975: Liebe, Lüge, Leidenschaft (One Life to Live, Fernsehserie)
- 1973: Life Study
- 1975: Eliza’s Horoscope
- 1975: Barnaby Jones (Fernsehserie, Folge 4x09 Fatal Witness)
- 1976: Drei Engel für Charlie (Charlie’s Angels, Fernsehserie, Folge Charlie’s Angels)
- 1976: Vergewaltigt hinter Gittern (Jackson County Jail)
- 1977: Der Mann mit der Stahlkralle (Rolling Thunder)
- 1977: Howard Hughes – eine Legende (The Amazing Howard Hughes, Fernsehfilm)
- 1978: Der Clan (The Betsy)
- 1978: Die Augen der Laura Mars (Eyes of Laura Mars)
- 1980: Nashville Lady (Coal Miner’s Daughter)
- 1980: Brandstifter (Barn Burning; Fernseh-Kurzfilm, nach der gleichnamigen Kurzgeschichte)
- 1981: Nebenstraße (Back Roads)
- 1982: The Executioner’s Song
- 1983: Insel der Piraten (Nate And Hayes/Savage Islands)
- 1984: Nur der Tod ist umsonst (The River Rat)
- 1984: KGB – Der schmutzige Krieg (KGB)
- 1986: Der Herrscher des Central Parks (The Park Is Mine)
- 1986: Black Moon (Black Moon Rising)
- 1987: Chicago Blues (The Big Town)
- 1987: Das gebrochene Gelübde (Broken Vows)
- 1988: Stormy Monday (Stormy Monday)
- 1988: Tote Engel lügen nicht (Gotham, Fernsehfilm)
- 1988: Fight Back – Ein Mann rechnet ab (Stranger on My Land, Fernsehfilm)
- 1988: Ein Tag im April (April Morning)
- 1989: Die Killer-Brigade (The Package)
- 1989: Weg in die Wildnis (Lonesome Dove, vierteilige TV-Serie)
- 1990: Airborne – Flügel aus Stahl (Fire Birds)
- 1991: JFK – Tatort Dallas (JFK)
- 1992: Alarmstufe: Rot (Under Siege)
- 1993: Das Kartenhaus (House of Cards)
- 1993: Auf der Flucht (The Fugitive)
- 1993: Zwischen Himmel und Hölle (Heaven & Earth)
- 1994: Explosiv – Blown Away (Blown Away)
- 1994: Natural Born Killers
- 1994: Operation Blue Sky (Blue Sky)
- 1994: Der Klient (The Client)
- 1994: Homerun (Cobb)
- 1995: Einmal Cowboy, immer ein Cowboy (The Good Old Boys)
- 1995: Batman Forever
- 1997: Volcano
- 1997: Men in Black
- 1998: Auf der Jagd (U.S. Marshals)
- 1998: Small Soldiers (Stimme)
- 1999: Doppelmord (Double Jeopardy)
- 2000: Space Cowboys
- 2000: Rules – Sekunden der Entscheidung (Rules of Engagement)
- 2002: Men in Black II
- 2003: Die Stunde des Jägers (The Hunted)
- 2003: The Missing
- 2005: Der Herr des Hauses (Man of the House)
- 2005: Three Burials – Die drei Begräbnisse des Melquiades Estrada (The Three Burials of Melquiades Estrada)
- 2006: Robert Altman’s Last Radio Show (A Prairie Home Companion)
- 2007: No Country for Old Men
- 2007: Im Tal von Elah (In the Valley of Elah)
- 2009: Mord in Louisiana (In the Electric Mist)
- 2010: Company Men (The Company Men)
- 2011: The Sunset Limited
- 2011: Captain America: The First Avenger
- 2012: Men in Black 3
- 2012: Wie beim ersten Mal (Hope Springs)
- 2012: Lincoln
- 2012: Emperor – Kampf um den Frieden (Emperor)
- 2013: Malavita – The Family (The Family)
- 2014: The Homesman
- 2016: Das Jerico Projekt (Criminal)
- 2016: Jason Bourne
- 2016: Mechanic: Resurrection
- 2017: Das ist erst der Anfang (Just Getting Started)
- 2017: Shock and Awe – Krieg der Lügen (Shock and Awe)
- 2019: Ad Astra – Zu den Sternen (Ad Astra)
- 2020: Wander – Die Verschwörung ist real (Wander)
- 2020: Kings of Hollywood (The Comeback Trail)
- 2023: Finestkind
- 2023: Krieg der Bestatter (The Burial)

## Auszeichnungen
Oscar

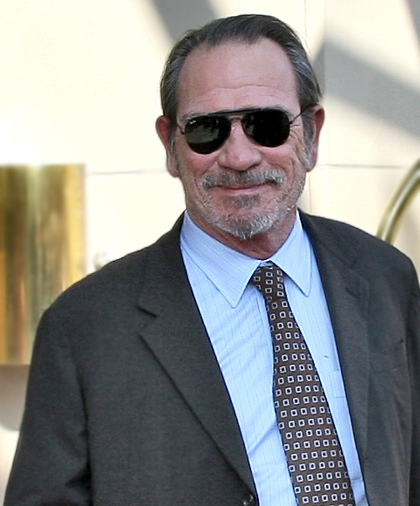
Tommy Lee Jones beim Toronto International Film Festival 2007

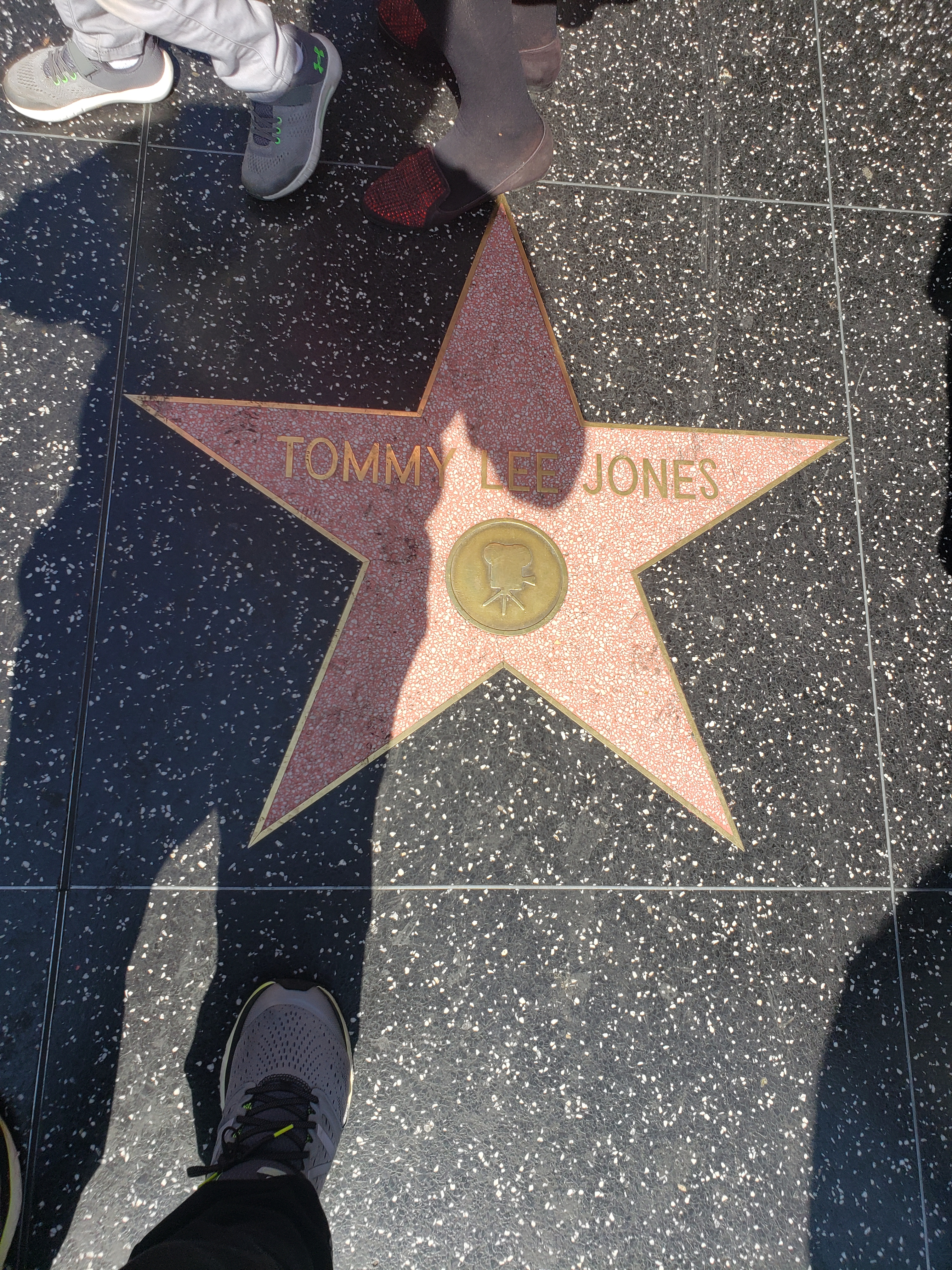
Stern auf dem Hollywood Walk of Fame

- 1992: Nominierung als Bester Nebendarsteller in JFK – Tatort Dallas
- 1994: Auszeichnung als Bester Nebendarsteller in Auf der Flucht
- 2008: Nominierung als Bester Hauptdarsteller in Im Tal von Elah
- 2013: Nominierung als Bester Nebendarsteller in Lincoln

Golden Globe Award
- 1981: Nominierung als Bester Hauptdarsteller – Komödie/Musical in Nashville Lady
- 1994: Auszeichnung als Bester Nebendarsteller in Auf der Flucht
- 2013: Nominierung als Bester Nebendarsteller in Lincoln

British Academy Film Award
- 1992: Nominierung als Bester Nebendarsteller in JFK – Tatort Dallas
- 1994: Nominierung als Bester Nebendarsteller in Auf der Flucht
- 2008: Nominierung als Bester Nebendarsteller in No Country for Old Men
- 2013: Nominierung als Bester Nebendarsteller in Lincoln

Screen Actors Guild Award
- 2008: Nominierung als Bester Nebendarsteller in No Country for Old Men
- 2008: Auszeichnung als Bestes Schauspielensemble in No Country for Old Men
- 2013: Auszeichnung als Bester Nebendarsteller in Lincoln
- 2013: Nominierung als Bestes Schauspielensemble in Lincoln

Weitere
- 1983 Bester Hauptdarsteller in einer Fernsehserie für Das Lied des Henkers
- Emmy, 1989 nominiert als Bester Hauptdarsteller in einer Fernsehserie für Lonesome Dove
- Internationale Filmfestspiele von Cannes 2005, Bester Darsteller für The Three Burials of Meliquiades Estrada